# Whitney (Teksas)
Whitney je gradić u američkoj saveznoj državi Teksas. Prema popisu stanovništva iz 2010. u njemu je živjelo 2.087 stanovnika.